# Grosny (Adygeja, Maikopski, Kirowskoje)
Grosny (russisch Грозный) ist ein Dorf (chutor) in Südrussland. Es gehört zur Republik Adygeja und hat 396 Einwohner (Stand 2019).